# Море спокојства
Море спокојства (Mare Tranquillitatis) је лунарно море на површини Месеца. Оно је заправо затамњени део Месечеве површине за који су астрономи сматрали да су водене масе. Термин мора је наставио да се користи. Море је неправилног облика и сматра се да представља више спојених кратера. У једном делу сече се са море кризе. На североисточном делу мора налази се Palus Somni. Цело море има пречник од око 850 km, веома је дубоко и садржи доста метала у стенама што му даје јачу боју и због тога се истиче на слици Месеца.

## Име
1651. овај кратер је добио име море спокојства од стране астронома Франческа Грималдија и Ђованија Ричолија када су саставили мапу Месеца Almagestum novum.

## Мисије
У фебруару 1965. године Рејнџер 8 летелица је послата да се судари са Месецом на подручју мора, након што је успешно послала 7137 слика Месеца на Земљу.
Ово море је такође било место слетања прве летелице са људском посадом, 20. јула 1969. године. Модул Аполоа 11 назван Орао успешно је слетео на Месец а чланови посаде били су Нил Армстронг, Баз Олдрин и Мајкл Колинс.